# Katherine Mansfield
Kathleen Mansfield Murry (nascida Beauchamp; 14 de outubro de 1888 – 9 de janeiro de 1923), foi uma escritora e crítica neozelandesa que foi uma figura importante no movimento modernista. Suas obras são celebradas em todo o mundo e foram publicadas em 25 idiomas.
Nascido e criado em uma casa na Tinakori Road, no subúrbio de Thorndon, em Wellington, Mansfield foi o terceiro filho da família Beauchamp. Ela começou a estudar em Karori com suas irmãs antes de frequentar o Wellington Girls' College. As meninas Beauchamp mais tarde mudaram para a escola de elite Fitzherbert Terrace, onde Mansfield se tornou amiga de Maata Mahupuku, que se tornou uma musa para seus primeiros trabalhos e com quem ela teria tido um relacionamento apaixonado.
Mansfield escreveu contos e poesias sob uma variação de seu próprio nome, Katherine Mansfield, que explorava ansiedade, sexualidade e existencialismo, juntamente com uma identidade neozelandesa em desenvolvimento. Aos 19 anos, ela deixou a Nova Zelândia e se estabeleceu na Inglaterra, onde se tornou amiga de D. H. Lawrence, Virginia Woolf, Lady Ottoline Morrell e outros na órbita do Grupo Bloomsbury. Mansfield foi diagnosticada com tuberculose pulmonar em 1917 e morreu na França aos 34 anos.

## Biografia

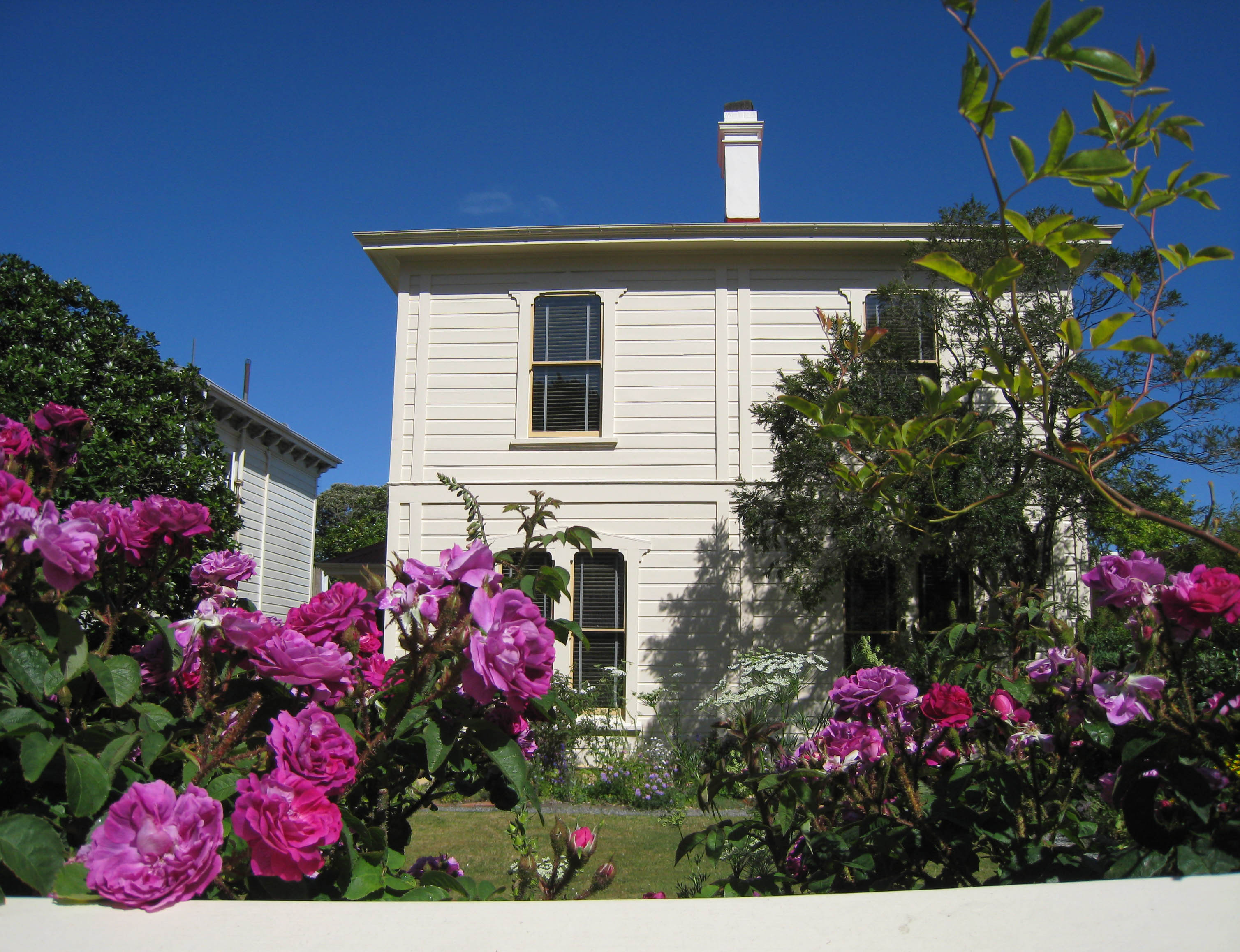
Local de nascimento de Katherine Mansfield, Thorndon, Nova Zelândia

### Vida pregressa
Kathleen Mansfield Beauchamp nasceu em 1888 em uma família socialmente proeminente de Wellington, em Thorndon. Seu avô Arthur Beauchamp representou brevemente o eleitorado Picton no parlamento. Seu pai, Harold Beauchamp, tornou-se presidente do Banco da Nova Zelândia e foi nomeado cavaleiro em 1923. Sua mãe era Annie Burnell Beauchamp (nascida Dyer), cujo irmão se casou com a filha de Richard Seddon. Sua família extensa incluía a autora Condessa Elizabeth von Arnim, e seu tio-avô era um artista vitoriano, Charles Robert Leslie.
Mansfield tinha duas irmãs mais velhas, uma irmã mais nova e um irmão mais novo. Em 1893, por motivos de saúde, a família Beauchamp mudou-se de Thorndon para o subúrbio de Karori, onde Mansfield passou os anos mais felizes de sua infância. Ela usou algumas dessas memórias como inspiração para o conto "Prelude".
A família retornou a Wellington em 1898. As primeiras histórias impressas de Mansfield apareceram no High School Reporter e na revista Wellington Girls' High School em 1898 e 1899. Sua primeira história publicada formalmente, "His Little Friend", apareceu no ano seguinte em uma revista social, New Zealand Graphic and Ladies Journal.
Em 1902, Mansfield se apaixonou por Arnold Trowell, um violoncelista, mas seus sentimentos não foram correspondidos. Mansfield era uma violoncelista talentosa, tendo recebido aulas do pai de Trowell.

### Londres e Europa
Ela se mudou para Londres em 1903, onde estudou no Queen's College com suas irmãs. Mansfield recomeçou a tocar violoncelo, uma ocupação que ela acreditava que assumiria profissionalmente, mas começou a contribuir para o jornal da faculdade com tanta dedicação que acabou se tornando sua editora. Ela estava particularmente interessada nas obras dos simbolistas franceses e de Oscar Wilde, e era apreciada entre seus pares por sua abordagem vivaz e carismática da vida e do trabalho.
Mansfield conheceu a colega Ida Baker na faculdade, e elas se tornaram amigas para toda a vida. Ambos adotaram os nomes de solteira da mãe para fins profissionais, e Baker ficou conhecido como LM ou Lesley Moore, adotando o nome de Lesley em homenagem ao irmão mais novo de Mansfield, Leslie.
Mansfield viajou pela Europa Continental entre 1903 e 1906, permanecendo principalmente na Bélgica e na Alemanha. Depois de terminar os estudos na Inglaterra, ela retornou à Nova Zelândia e só então começou a escrever contos a sério. Ela teve vários trabalhos publicados no Native Companion (Austrália), seu primeiro trabalho de escrita remunerado, e nessa época ela estava decidida a se tornar uma escritora profissional. Esta foi também a primeira ocasião em que ela usou o pseudônimo K. Mansfield. Ela rapidamente se cansou do estilo de vida provinciano da Nova Zelândia e de sua família e, dois anos depois, voltou para Londres. O pai enviou-lhe uma mesada anual de 100 libras para o resto da sua vida. Nos últimos anos, ela expressou admiração e desdém pela Nova Zelândia em seus diários, mas nunca conseguiu retornar para lá por causa de sua tuberculose.
Mansfield teve dois relacionamentos românticos com mulheres que se destacam em seus registros de diário. Ela continuou a ter amantes homens e tentou reprimir seus sentimentos em certos momentos. Seu primeiro relacionamento romântico entre pessoas do mesmo sexo foi com Maata Mahupuku (às vezes conhecida como Martha Grace), uma jovem e rica mulher maori que ela conheceu na escola da Srta. Swainson em Wellington e novamente em Londres em 1906. Em junho de 1907, ela escreveu:
"Eu quero Maata — eu a quero como eu a tive — terrivelmente. Isso é impuro, eu sei, mas é verdade."
Ela frequentemente se referia a Maata como Carlotta. Ela escreveu sobre Maata em vários contos. Maata se casou em 1907, mas afirma-se que ela enviou dinheiro para Mansfield, em Londres. O segundo relacionamento, com Edith Kathleen Bendall, ocorreu de 1906 a 1908. Mansfield professou sua adoração por ela em seus diários.[carece de fontes?]

### Retorno a Londres
Após retornar a Londres em 1908, Mansfield rapidamente se apaixonou por um estilo de vida boêmio. Ela publicou uma história e um poema durante seus primeiros 15 meses lá. Mansfield procurou a família Trowell em busca de companhia e, enquanto Arnold estava envolvido com outra mulher, Mansfield embarcou em um caso apaixonado com seu irmão Garnet. No início de 1909, ela engravidou de Garnet, mas os pais de Trowell desaprovaram o relacionamento, e os dois terminaram. Ela então se casou às pressas com George Bowden, um professor de canto 11 anos mais velho que ela; eles se casaram em 2 de março, mas ela o deixou na mesma noite antes que o casamento pudesse ser consumado.
Depois que Mansfield teve um breve reencontro com Garnet, a mãe de Mansfield, Annie Beauchamp, chegou em 1909. Ela culpou o fim do casamento com Bowden por um relacionamento lésbico entre Mansfield e Baker e rapidamente mandou sua filha para a cidade termal de Bad Wörishofen, na Baviera, onde Mansfield sofreu um aborto espontâneo. Não se sabe se sua mãe sabia desse aborto espontâneo quando partiu logo após chegar à Alemanha, mas ela cortou Mansfield de seu testamento.
O tempo de Mansfield na Baviera teve um efeito significativo em sua visão literária. Em particular, ela foi apresentada às obras de Anton Chekhov. Alguns biógrafos acusam-na de plagiar Chekhov num dos seus primeiros contos. Ela retornou a Londres em janeiro de 1910. Ela então publicou mais de uma dúzia de artigos na revista socialista de Alfred Richard Orage, The New Age, e se tornou amiga e amante de Beatrice Hastings, que vivia com Orage. Suas experiências na Alemanha formaram a base de sua primeira coleção publicada, In a German Pension (1911), que ela mais tarde descreveu como "imatura".

### Rhythm

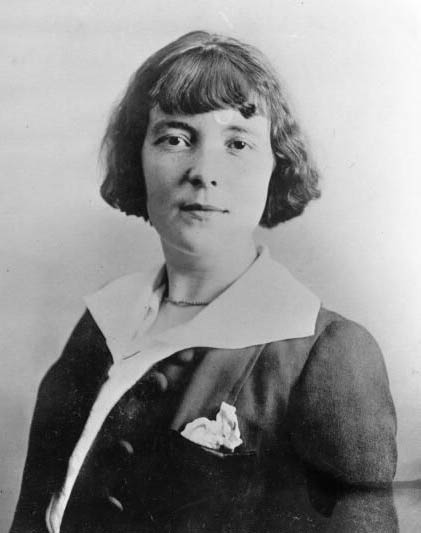
Mansfield em 1912

Em 1910, Mansfield enviou uma história leve para Rhythm, uma nova revista de vanguarda. O artigo foi rejeitado pelo editor da revista, John Middleton Murry, que pediu algo mais sombrio. Mansfield respondeu com uma história de assassinato e doença mental intitulada "The Woman at the Store". Mansfield foi inspirado nessa época pelo fauvismo.
Mansfield e Murry começaram um relacionamento em 1911 que culminou em seu casamento em 1918, mas ela o deixou em 1911 e novamente em 1913. Os personagens Gudrun e Gerald em Women in Love de DH Lawrence são baseados em Mansfield e Murry.
Charles Granville (às vezes conhecido como Stephen Swift), o editor da Rhythm, fugiu para a Europa em outubro de 1912 e deixou Murry responsável pelas dívidas que a revista havia acumulado. Mansfield prometeu a mesada de seu pai para a revista, mas ela foi descontinuada, sendo reorganizada como The Blue Review em 1913 e encerrada após três edições. Mansfield e Murry foram persuadidos por seu amigo Gilbert Cannan a alugar uma casa de campo ao lado de seu moinho de vento em Cholesbury, Buckinghamshire, em 1913, em uma tentativa de aliviar a saúde debilitada de Mansfield. O casal se mudou para Paris em janeiro do ano seguinte, com a esperança de que a mudança de ambiente tornasse a escrita mais fácil para ambos. Mansfield escreveu apenas uma história durante seu tempo lá, "Something Childish But Very Natural", então Murry foi chamado de volta a Londres para declarar falência.
Mansfield teve um breve caso com o escritor francês Francis Carco em 1914. A sua visita a ele em Paris em Fevereiro de 1915 é recontada na sua história "An Indiscreet Journey".

### Impacto da Primeira Guerra Mundial
A vida e a obra de Mansfield foram mudadas pela morte de seu irmão mais novo, Leslie Beauchamp, conhecido como Chummie pela família. Em outubro de 1915, ele foi morto durante um exercício de treinamento com granadas enquanto servia na Força Expedicionária Britânica no Saliente de Ypres, Bélgica, aos 21 anos. Ela começou a se refugiar em reminiscências nostálgicas de sua infância na Nova Zelândia. Em um poema descrevendo um sonho que teve logo após a morte dele, ela escreveu:
Junto ao riacho lembrado meu irmão está
Esperando por mim com frutas em suas mãos...
"Estes são meu corpo. Irmã, pegue e coma."
No início de 1917, Mansfield e Murry se separaram, mas ele continuou a visitá-la em seu apartamento. Ida Baker, a quem Mansfield frequentemente chamava, com uma mistura de afeição e desdém, de sua "esposa", mudou-se para sua casa pouco depois. Mansfield entrou em seu período mais prolífico de escrita depois de 1916, que começou com várias histórias, incluindo "Mr Reginald Peacock's Day" e "A Dill Pickle", publicadas em The New Age. Virginia Woolf e seu marido Leonard, que havia fundado recentemente a Hogarth Press, a procuraram para uma história, e Mansfield apresentou a eles "Prelude", que ela havia começado a escrever em 1915 como "The Aloe". A história retrata uma família neozelandesa, configurada como a sua, mudando de casa.

### Diagnóstico da tuberculose
Em dezembro de 1917, aos 29 anos, Mansfield foi diagnosticado com tuberculose pulmonar. Durante parte da primavera e do verão de 1918, ela se juntou à amiga Anne Estelle Rice, uma pintora americana, em Looe, na Cornualha, com a esperança de se recuperar. Enquanto estava lá, Rice pintou um retrato dela vestida de vermelho, uma cor vibrante que Mansfield gostava e que ela mesma sugeriu. O Portrait of Katherine Mansfield agora é mantido pelo Museu da Nova Zelândia Te Papa Tongarewa.
Rejeitando a ideia de ficar num sanatório, alegando que isso a impediria de escrever, ela se mudou para o exterior para evitar o inverno inglês. Ela ficou em um hotel frio e semideserto em Bandol, França, onde ficou deprimida, mas continuou a produzir histórias, incluindo "Je ne parle pas français". "Bliss", a história que emprestou nome à sua segunda coleção de contos em 1920, também foi publicada em 1918. A sua saúde continuou a deteriorar-se e teve a sua primeira hemorragia pulmonar em Março.
Em abril, o divórcio de Mansfield de Bowden foi finalizado, e ela e Murry se casaram, apenas para se separarem novamente duas semanas depois. No entanto, eles se reuniram novamente e, em março de 1919, Murry tornou-se editor do The Athenaeum, uma revista para a qual Mansfield escreveu mais de 100 resenhas de livros (coletadas postumamente como Novels and Novelists). Durante o inverno de 1918-1919, ela e Baker ficaram em uma vila em Sanremo, Itália. O relacionamento deles ficou tenso durante esse período; depois que ela escreveu a Murry para expressar seus sentimentos de depressão, ele ficou lá durante o Natal. Embora a sua relação com Murry se tenha tornado cada vez mais distante depois de 1918 e os dois vivessem frequentemente separados, esta intervenção dele estimulou-a, e ela escreveu "The Man Without a Temperament", a história de uma esposa doente e do seu marido sofredor. Mansfield seguiu Bliss (1920), sua primeira coleção de contos, com a coleção The Garden Party and Other Stories, publicada em 1922.
Em maio de 1921, Mansfield, acompanhada de sua amiga Ida Baker, viajou para a Suíça para investigar o tratamento da tuberculose do bacteriologista suíço Henri Spahlinge. Em junho de 1921, Murry se juntou a ela, e eles alugaram o Chalet des Sapins na região de Montana (hoje Crans-Montana) até janeiro de 1922. Baker alugou uma acomodação separada em uma vila de Montana e trabalhou em uma clínica lá. O Chalet des Sapins ficava a apenas "meia hora de caminhada" do Chalet Soleil em Randogne, a casa da prima de primeiro grau de Mansfield, a escritora australiana Elizabeth von Arnim, que visitava Mansfield e Murry com frequência durante esse período. Von Arnim era primo de primeiro grau do pai de Mansfield. Eles se davam bem, embora Mansfield considerasse seu primo mais rico - que em 1919 se separou de seu segundo marido Frank Russell, o irmão mais velho de Bertrand Russell - bastante paternalista. Foi um período altamente produtivo na escrita de Mansfield, pois ela sentia que não lhe restava muito tempo. “At the Bay”, “The Doll's House”, “The Garden Party” e “A Cup of Tea” foram escritas na Suíça.

### Últimos anos e morte
Mansfield passou seus últimos anos buscando curas cada vez mais pouco convencionais para sua tuberculose. Em fevereiro de 1922, ela foi a Paris para fazer um controverso tratamento de raios X com o médico russo Ivan Manoukhin. O tratamento era caro e causava efeitos colaterais desagradáveis sem melhorar sua condição.
De 4 de junho a 16 de agosto de 1922, Mansfield e Murry retornaram à Suíça, morando em um hotel em Randogne. Mansfield terminou "The Canary", o último conto que completou, em 7 de julho de 1922. Ela escreveu seu testamento no hotel em 14 de agosto de 1922. Eles foram para Londres por seis semanas antes de Mansfield, junto com Ida Baker, se mudar para Fontainebleau, França, em 16 de outubro de 1922.
Em Fontainebleau, Mansfield viveu no Instituto para o Desenvolvimento Harmonioso do Homem de GI Gurdjieff, onde foi colocada sob os cuidados de Olgivanna Lazovitch Hinzenburg (que mais tarde se casou com Frank Lloyd Wright). Como convidada e não como aluna de Gurdjieff, Mansfield não era obrigada a participar da rotina rigorosa do instituto, mas ela passava muito tempo lá com seu mentor Alfred Richard Orage, e suas últimas cartas informam Murry sobre suas tentativas de aplicar alguns dos ensinamentos de Gurdjieff em sua própria vida.
Mansfield sofreu uma hemorragia pulmonar fatal em 9 de janeiro de 1923, depois de subir correndo um lance de escadas. Ela morreu em menos de uma hora e foi enterrada no Cimetière d'Avon, Avon, perto de Fontainebleau. Como Murry se esqueceu de pagar as despesas do funeral, ela foi inicialmente enterrada em uma vala comum; quando as coisas foram corrigidas, seu caixão foi movido para seu atual local de descanso.
Mansfield foi uma escritora prolífica nos últimos anos de sua vida. Grande parte de sua obra permaneceu inédita após sua morte, e Murry assumiu a tarefa de editá-la e publicá-la em dois volumes adicionais de contos (The Doves' Nest, em 1923, e Something Childish, em 1924); um volume de poemas; The Aloe; Novels and Novelists; e coleções de suas cartas e diários.

## Legado
As seguintes escolas de ensino médio na Nova Zelândia têm uma casa com o nome de Mansfield: Whangārei Girls' High School; Rangitoto College, Westlake Girls' High School e Macleans College em Auckland; Tauranga Girls' College; Wellington Girls' College; Rangiora High School em North Canterbury, Nova Zelândia; Avonside Girls' High School em Christchurch; e Southland Girls' High School em Invercargill. Ela também foi homenageada na Karori Normal School, em Wellington, que tem um monumento de pedra dedicado a ela com uma placa comemorativa de seu trabalho e seu tempo na escola, e na Samuel Marsden Collegiate School (anteriormente Fitzherbert Terrace School) com uma pintura e um prêmio em seu nome.
Seu local de nascimento em Thorndon foi preservado como a Casa e Jardim Katherine Mansfield, e o Parque Memorial Katherine Mansfield em Fitzherbert Terrace é dedicado a ela.
Uma rua em Menton, França, onde ela viveu e escreveu, recebeu seu nome em sua homenagem. Um prêmio, a Katherine Mansfield Menton Fellowship, é oferecido anualmente para permitir que um escritor neozelandês trabalhe em sua antiga casa, a Villa Isola Bella. O concurso de contos mais importante da Nova Zelândia recebeu esse nome em sua homenagem.
Mansfield foi tema de uma minissérie da BBC de 1973, A Picture of Katherine Mansfield, estrelada por Vanessa Redgrave. A série de seis partes incluiu representações da vida de Mansfield e adaptações de seus contos. Em 2011, um filme biográfico para a televisão intitulado Bliss foi feito sobre seus primeiros passos como escritora na Nova Zelândia; neste ela foi interpretada por Kate Elliott.
Arquivos de material de Katherine Mansfield são mantidos na Coleção Turnbull da Biblioteca Nacional da Nova Zelândia, em Wellington, com outros acervos importantes na Biblioteca Newberry, em Chicago, no Centro de Pesquisa em Humanidades Harry Ransom, na Universidade do Texas, em Austin, e na Biblioteca Britânica, em Londres. Existem acervos menores na Biblioteca Pública de Nova York e em outras coleções públicas e privadas.

### Biografias
- Katherine Mansfield: The Early Years, Gerri Kimber, Edinburgh University Press, 2016, ISBN 978-0-7486-8145-7
- Katherine Mansfield, Antony Alpers, A.A. Knopf, NY, 1953; Jonathan Cape, London, 1954
- LM (1971). Katherine Mansfield: The Memories of LM. [S.l.]: Michael Joseph; reprinted by Virago Press 1985. ISBN 0-86068-745-7 LM was "Lesley Morris", que era o pseudônimo da amiga de Mansfield, Ida Constance Baker.
- Katherine Mansfield: A Biography, Jeffrey Meyers, New Directions Pub. Corp. NY, 1978; Hamish Hamilton, London, 1978
- The Life of Katherine Mansfield, Antony Alpers, Oxford University Press, 1980
- Tomalin, Claire (1987). Katherine Mansfield: A Secret Life. [S.l.]: Viking. ISBN 0-670-81392-3
- Katherine Mansfield: A Darker View, Jeffrey Meyers, Cooper Square Press, NY, 2002, ISBN 978-0-8154-1197-0
- Katherine Mansfield: The Story-Teller, uma biografia de Royal Literary Fund Fellow Kathleen Jones, Viking Penguin, 2010, ISBN 978-0-670-07435-8
- Kass a theatrical biografie, Maura Del Serra, "Astolfo", 2, 1998, pp. 47–60
- Kimber, Gerri; Pégon, Claire (2015). Katherine Mansfield and the Art of the Short Story. Basingstoke, Hampshire: Palgrave Macmillan. ISBN 978-1-137-48387-4. OCLC 910660543
- All Sorts of Lives: Katherine Mansfield and the art of risking everything. Harman, Claire (5 de janeiro 2023) Random House. ISBN 978-1-5291-9167-7.

### Filmes e televisão sobre Mansfield
- A Picture of Katherine Mansfield, uma série dramática de televisão da BBC de 1973 estrelada por Vanessa Redgrave
- Leave All Fair (1985), dirigido por John Reid, estrelado por Jane Birkin como Mansfield.
- A Portrait of Katherine Mansfield: The Woman and the Writer (1987), dirigido por Julienne Stretton
- The Life and Writings of Katherine Mansfield (2006), dirigido por Stacy Waymack Thornton
- Bliss (2011), produzido por Michele Fantl,[34] dirigido por Fiona Samuel[35]

### Peças com Mansfield
- Katherine Mansfield 1888–1923, estreou no Cell Block Theatre, Sydney em 1978, com coreografia de Margaret Barr e roteiro de Joan Scott, que foi falado ao vivo durante a apresentação pelos dançarinos e por um ator e atriz. Dois dançarinos interpretaram Mansfield simultaneamente, pois "Katherine Mansfield falou de si mesma às vezes como uma pessoa múltipla".
- The Rivers of China de Alma De Groen, estreado na Sydney Theatre Company em 1987, Sydney: Currency Press, ISBN 0-86819-171-X[36]
- Jones & Jones por Vincent O'Sullivan, uma encomenda da Downstage para o centenário de Mansfield[37] em 1989: Victoria University Press, ISBN 0-86473-094-2

### Na ficção
J.M. Murry escreveu em Reminiscences of D.H. Lawrence (1933): "Foi-me dito, por alguém que deveria saber, que a personagem de Gudrun em Women in Love foi concebida para um retrato de Katherine [Mansfield]. Se isso for verdade, confirma-me a minha crença de que Lawrence tinha curiosamente pouca compreensão dela... E ainda assim ele gostava muito dela, assim como ela gostava dele." Murry disse que o incidente fictício no capítulo "Gudrun no Pompadour" – quando Gudrun arranca uma carta das mãos de Julian Halliday e sai furiosa – foi baseado num acontecimento real no Café Royal.
A personagem Sybil no romance But for the Grace of God, de 1932, do amigo de Mansfield, J.W.N. Sullivan, tem várias semelhanças com Mansfield. Com formação musical, ela vai para o sul da França sem o marido, mas com uma amiga, e cai em uma doença incurável que a mata.
A personagem Kathleen no romance Die Kränkung de Evelyn Schlag de 1987 (publicado em inglês como Quotations of a Body) é baseada em Mansfield.
O romance Mansfield de C. K. Stead de 2004 retrata o escritor no período de 1915-18.
A novela Kezia de Kevin Boon de 2011 é baseada na infância de Mansfield na Nova Zelândia.
O romance de Andrew Crumey de 2023, Beethoven's Assassins, tem um capítulo com Mansfield e AR Orage no instituto de George Gurdjieff na França.

#### Lista de romances com Mansfield
- Mansfield, A Novel de C.K. Stead, Harvill Press, 2004, ISBN 978-1-84343-176-3
- In Pursuit: The Katherine Mansfield Story Retold, 2010, um romance de Joanna FitzPatrick
- Katherine's Wish de Linda Lappin, Wordcraft of Oregon, 2008, ISBN 978-1-877655-58-6
- Dear Miss Mansfield: A Tribute to Kathleen Mansfield Beauchamp, 1989, uma coleção de contos de Witi Ihimaera
- My Katherine Mansfield Project de Kirsty Gunn ISBN 978-1-910749-04-3
- Spring de Ali Smith, Penguin, 2019, ISBN 978-0-241-97335-6
- Beethoven's Assassins de Andrew Crumey, Dedalus, 2023, ISBN 978-1-912868-23-0

### Adaptações da obra de Mansfield
- "Chai Ka Ek Cup", um episódio da série de televisão antológica indiana de 1986 Katha Sagar foi adaptado de "A Cup of Tea" de Shyam Benegal.
- Mansfield with Monsters (Steam Press, 2012) Katherine Mansfield com Matt Cowens and Debbie Cowens[45]
- The Doll's House (1973), dirigido por Rudall Hayward[46]
- "A Dill Pickle", uma ópera de câmara de Matt Malsky foi adaptada do conto de mesmo nome de Mansfield. Foi estreada em outubro de 2021 pela Worcester Chamber Music Society (Worcester MA US) e lançada em CD.[47]

## Trabalhos

### Coleções
- In a German Pension (1911), ISBN 1-86941-014-9
- Bliss and Other Stories (1920)
- The Garden Party and Other Stories (1922) ISBN 1-86941-016-5
- The Doves' Nest and Other Stories (1923) ISBN 1-86941-017-3
- Poems (1923) ISBN 0-19-558199-7
- Something Childish and Other Stories (1924), ISBN 1-86941-018-1, publicado pela primeira vez nos EUA como The Little Girl
- The Journal of Katherine Mansfield (1927, 1954) ISBN 0-88001-023-1
- The Letters of Katherine Mansfield (2 vols., 1928–29)
- The Aloe (1930), ISBN 0-86068-520-9
- Novels and Novelists (1930), ISBN 0-403-02290-8
- The Short Stories of Katherine Mansfield (1937)
- The Scrapbook of Katherine Mansfield (1939)
- The Collected Stories of Katherine Mansfield (1945, 1974) ISBN 0-14-118368-3
- Letters to John Middleton Murry, 1913–1922 (1951) ISBN 0-86068-945-X
- The Urewera Notebook (1978), ISBN 0-19-558034-6
- The Critical Writings of Katherine Mansfield (1987) ISBN 0-312-17514-0
- The Collected Letters of Katherine Mansfield (4 vols., 1984–96)
  - Vol. 1, 1903–17, ISBN 0-19-812613-1
  - Vol. 2, 1918–19, ISBN 0-19-812614-X
  - Vol. 3, 1919–20, ISBN 0-19-812615-8
  - Vol. 4, 1920–21, ISBN 0-19-818532-4
- The Katherine Mansfield Notebooks (2 vols., 1997) ISBN 0-8166-4236-2
- The Montana Stories (2001, uma coleção de todo o material escrito por Mansfield de junho de 1921 até sua morte)[25] ISBN 978-1-903155-15-8
- The collected poems of Katherine Mansfield, editados por Gerri Kimber e Claire Davison, Edinburgh: Edinburgh University Press, [2016], ISBN 978-1-4744-1727-3
- Bliss & other stories (2021), PROJAPOTI, Índia ISBN 978-81-7606-276-3

### Contos
- "The Tiredness of Rosabel" (1908)
- "Germans at Meat" (1911 de In a German Pension)
- "A Birthday" (1911 de In a German Pension)
- "A Blaze" (1911 de In a German Pension)
- "A Truthful Adventure" (1911)
- "The Journey to Bruges" (1911)
- "How Pearl Button Was Kidnapped" (1912)
- "New Dresses" (1912)
- "The Little Girl" (1912)
- "The Woman at the Store" (1912)
- "Bains Turcs" (1913)
- "Millie" (1913)
- "Ole Underwood" (1913)
- "Pension Séguin" (1913)
- "Violet" (1913)
- "Something Childish But Very Natural" (1914)
- "The Apple-Tree" (1915)
- "The Little Governess" (1915)
- "Spring Pictures" (1915)
- "A Dill Pickle" (1917)
- "Feuille d'Album" (1917)
- "Je ne parle pas français" (1917)
- "Late at Night" (1917)
- "Pictures" (1917)
- "See-Saw" (1917)
- "The Black Cap" (1917)
- "Two Tuppenny Ones, Please" (1917)
- "Prelude" (1918)
- "Bliss" (1918)
- "Carnation" (1918)
- "A Suburban Fairy Tale" (1919)
- "The Wrong House" (1919)
- "An Indiscreet Journey" (1920)
- "Bank Holiday" (1920)
- "Miss Brill" (1920)
- "Mr Reginald Peacock's Day" (1920)
- "Poison" (1920)
- "Psychology" (1920)
- "Revelations" (1920)
- "Sun and Moon" (1920)
- "The Escape" (1920)
- "The Lady's Maid" (1920)
- "The Singing Lesson" (1920)
- "The Wind Blows" (1920)
- "The Young Girl" (1920)
- "This Flower" (1920)
- "An Ideal Family" (1921)
- "Marriage à la Mode" (1921)
- "The Voyage" (1921)
- "Her First Ball" (1921)
- "Mr and Mrs Dove" (1921)
- "Life of Ma Parker" (1921)
- "Sixpence" (1921)
- "The Daughters of the Late Colonel" (1921)
- "The Stranger" (1921)
- "The Man Without a Temperament" (1921)
- "At the Bay" (1922)
- "The Fly" (1922)
- "The Garden Party" (1922)
- "A Cup of Tea" (1922)
- "The Doll's House" (1922)
- "A Married Man's Story" (1923)
- "Honeymoon" (1923)
- "Taking the Veil" (1923)
- "The Canary" (1923)

## Traduções para o português
Poucas foram as traduções de sua obra no Brasil. A partir de 1992, a editora Revan começou a traduzi-las. Hoje, temos em português os principais dos 88 contos de Mansfield, incluindo Prelude (Prelúdio), At the bay (Na praia) e The doll’s house (A casa de bonecas). Estes três contos fazem parte de uma novela inacabada. Demonstram a transição da obra de Katherine Mansfield para o romance. Os personagens, baseados na sua vida na terra natal, pedem mais que uma novela. Várias são as tramas e a saída só poderia ser encontrada na estrutura de um belo romance cuja semelhança poderíamos enxergar na obra de Virginia Woolf, no livro To the lighthouse (Passeio ao farol). O inverso também poderia ser dito, To the lighthouse possui a atmosfera de alguns contos de Mansfield. Elementos da natureza, a vida íntima de um casal e suas crianças são influências recíprocas entre autoras que tiveram contato intenso. No entanto, Katherine Mansfield nunca escreveu um romance.

### Principais traduções e publicações na língua portuguesa
- Je ne Parle pas Français e Outros Contos, Editora Lafonte, 2020, tradução de Otavio Albano.
- A Mosca e Outras Histórias, Editora Lafonte, 2020, tradução de Otavio Albano.
- Aula de Canto e Outros Contos, Editora Lafonte, 2020, tradução de Otavio Albano.
- Felicidade e Outras Histórias, Editora Lafonte, 2020, tradução de Otavio Albano.
- Felicidade (Bliss), Livraria do Globo, 1940, tradução de Érico Veríssimo.[48]
- Felicidade (Bliss), Editora Nova Fronteira, 1969, tradução de Érico Veríssimo.
- Felicidade (Bliss), Editora Livros do Brasil (Portugal), Coleção Miniatura.
- Felicidade (Bliss) e Outros Contos, Editora Revan, 1991, tradução de Julieta Cupertino.
- Êxtase (Bliss), Editora Ática e IMS (São Paulo), 1999, tradução de Ana Cristina César.
- Felicidade (Bliss) e O Estranho, Coleção Aventuras Grandiosas, Editora Rideel, 2007, 2009, adaptação Ana Carolina Vieira Rodrigues.
- Psicologia (Psychology), 1939, tradução de Érico Veríssimo para a Revista do Globo.[48]
- O meu primeiro baile (Her First Ball), 1940, tradução de Érico Veríssimo para a  Revista do Globo.[48]
- As Filhas do Falecido Coronel e Outras Histórias, 1997, Ediouro, com os contos Felicidade (Bliss), A festa ao ar livre (The Garden Party), As filhas do falecido coronel e O estranho.
- As Filhas do Falecido Coronel, Coleção Aventuras Grandiosas, Editora Rideel, 2006, adaptação Ana Carolina Vieira Rodrigues.
- A Festa ao Ar Livre (The Garden Party), Coleção Aventuras Grandiosas, Editora Rideel, 2007, 2009, adaptação Ana Carolina Vieira Rodrigues.
- A Festa ao Ar Livre (The Garden Party) e Outras Histórias, Ediouro, 1993.
- Sol e Lua (Sun and Moon)/ A Viagem (The Voyage), Coleção Aventuras Grandiosas, Editora Rideel, 2011, adaptação de Ana Carolina Vieira Rodrigues.
- Aula de Canto, Editora Global, 1984, tradução de Edla Van Steen e Eduardo Brandão, Coleção Histórias Inesquecíveis.
- Aula de Canto e Outros Contos, Editora Revan, 1999.
- Je Ne Parle Pas Français e Outros Contos, Editora Revan, 1994, tradução de Julieta Cupertino.
- Numa Pensão Alemã (In a German Pension), Editora Revan (Rio de Janeiro), 1998, tradução de Julieta Cupertino.
- Numa Pensão Alemã (In a German Pension), Editora Coisas de Ler, 2002.
- Contos Escolhidos, 1976, Editora Três.
- Contos Ingleses Modernos, Editora Gleba, s.d..
- Cinco Contos, Editora Paz e Terra, Coleção Leitura, 1996, com os contos Senhorita Brill (Miss Brill), Tomada de Hábito, A Vida de Mãe Parker (Life of Ma Parker), A Fuga, Je ne parle pas français.[49]
- Contos, Editora Cosac Naify, 2005, Coleção Mulheres Modernistas.
- K. Mansfield, Editora Cosac Naify, 2005, com 12 contos de Mansfield.
- Cartas de Katherine Mansfield, Editora Portugália, s.d., tradução de Manuela Porto.
- Diário, Editora Tavares Martins (Porto), 1944, tradução de Fernanda de Castro, Coleção dirigida por António Ferro: Contemporâneos.
- Diário e Cartas, Editora Revan, 1996.